# Схизоидни поремећај личности
Схизоидни поремећај личности или шизоидна личност је склоп црта који образује специфичан поремећај личности у којем доминирају наглашена интравертност, аутизам, нарцисоидност, емоционална тупост и равнодушност. Доминантне црте карактера схизоидне личности су: повећана нарцисоидност, прецењивање самог себе, емоционална хладноћа, повученост, аутистичко и несоцијално понашање.
Неки психолози сматрају да је шизоидност подведена под поремећај под утицајем културне пристрасности, јер се ради о мањини чије понашање одудара од понашања већине која своје понашање сматра нормалним понашањем, при томе се шизоидне особе пореде са хомосексуалцима у прошлости чије понашање је такође било подведено под поремећај.
Симптоми обично почињу у касном детињству или адолесценцији. Узрок СПЛ-а је неизвестан, али постоје неки докази о везама и заједничком генетском ризику између СзПД-а, других поремећаја личности кластера А и шизофреније. Стога се СПЛ сматра „поремећајем личности сличним шизофренији“. Дијагностикује се клиничким посматрањем и може бити веома тешко разликовати СПЛ од других менталних поремећаја или стања (као што је поремећај из аутистичног спектра, са којим се понекад може преклапати).
Ефикасност психотерапеутских и фармаколошких третмана за овај поремећај тек треба емпиријски и систематски да се испита. То је углавном зато што људи са СПЛ ретко траже лечење за своје стање. Првобитно су се за лечење неких симптома СПЛ) користиле ниске дозе атипичних антипсихотика, али њихова употреба се више не препоручује. Супституисани амфетамин бупропион може се користити за лечење повезане анхедоније. Међутим, не постоји општа пракса лечење СПЛ лековима, осим за краткорочно лечење акутних коморбидитета (нпр. депресије). Терапије разговором, као што је когнитивно-бихејвиорална терапија (КБТ), можда неће бити ефикасне јер ове особе могу имати потешкоћа у успостављању доброг односа са терапеутом.
СПЛ је слабо проучен поремећај и постоји мало клиничких података о СПЛ јер се ретко среће у клиничким условима. Студије су генерално извештавале о преваленци мањој од 1% Чешће се дијагностикује код мушкараца него код жена.
СПЛ доводи до смањења квалитета живота, смањено опште функционисање, чак и након 15 година и један од најнижих нивоа „животног успеха“ од свих поремећаја личности (мерено као „статус, богатство и успешне везе“). Малтретирање је посебно уобичајено према шизоидним особама. Самоубиство може бити стална ментална тема код шизоидних особа, иако је мало вероватно да ће покушати суицид.  Међутим, неки симптоми синдрома СПЛ-а (нпр. усамљенички начин живота, емоционална дистанца, усамљеност и оштећена комуникација) наведени су као општи фактори ризика за озбиљно суицидално понашање.